# Šahr-e Kord
Šahr-e Kord (persky شهر کرد‎) je město v západním Íránu a hlavní město provincie Čahármahál a Bachtijárí. Město je tradiční producent cihel, mozaik, mleté rýže a netkané textilie.
Město má a telegrafní stanice a televizní stanice. To je také domov pro několik vysokých škol.
Šahr-e Kord patří mezi největší města v Íránu.

## Podnebí
Klima je suché, zimy jsou chladné a léta mírná. Město má lyžařské středisko, které se nachází asi 35 km od města. Několik přírodních lagun a jezírek pro venkovní relaxaci.